# Stihl
Andreas Stihl AG & Company je nemški proizvajalec motornih verižnih žag, kosilnic z nitko, puhalnikov in druge opreme. Sedež podjetja je v kraju Waiblingen, Baden-Württemberg v bližini Stuttgarta, Nemčija. Podjetje je ustanovil Andreas Stihl leta 1926. Andreas Stihl je leta 1926 izumil prvo bencinsko verižno žago. Danes je njegovo podjetje vodilno na tem področju.

## Galerija
- Stihl kosilnice z nitko, levo: model FS74 (iz 1990ih), desno: model FS80R (2004)
- Stihl motorne verižne žage: spredaj: MS 170, desno: MS 290 Farm Boss (zadaj)
- Stihl MS 170